# Crossosomataceae
Crossosomataceae is een botanische naam, voor een familie van tweezaadlobbige planten. Een familie onder deze naam wordt algemeen erkend door systemen voor plantentaxonomie, en ook door het APG-systeem (1998) en het APG II-systeem (2003).
Het gaat om een kleine familie, met tot zo'n dozijn soorten struiken, die voorkomen in Noord-Amerika.
Het Cronquist-systeem (1981) plaatst de familie in de orde Rosales; dit is dezelfde plaatsing als in het Wettstein-systeem (1935).